# 合略假名
合略假名（日语：／ Gōryakugana ?），是一種表示多個音節的複合假名。

## 概要
雖然合略假名在江戶時期之前常常被使用，但在明治33年（西元1900年），明治政府明令將其廢止，而統一使用一個假名記錄一個音節。
在1876年由維也納皇家印刷局出版的綜合樣本信“Alfabete des gesammten Erdkreises”中，增加了79個字母縮寫的平假名和14個片假名的字母。
大部分的合略假名在Unicode中並沒有被收錄。其中，「ヿ」和「ゟ」在2000年的JIS X 0213被定義，而「𪜈」也在2009年的Unicode 5.2中被登錄在中日韓統一表意文字擴展區C。

## 片假名
大部分的複合假名由兩個假名的偏旁所組成，但一些假名則另創新體，如ヿ（コト）即是例外。
| 文字 | 讀音   | 圖像     | 解說                 | 用例                       |
| ---- | ------ | -------- | -------------------- | -------------------------- |
| ヿ   | コト   |          | 「事」的省字         | 將門記訓、後深草院御記點圖 |
| 𬼀   | シテ   |          | 「為」的省字         | 將門記訓                   |
|      | ニシテ | [ニ／]   |                      |                            |
|      | トキ   |          |                      | 古語拾遺古本訓點           |
|      | トキ   | [ト／ヽ] |                      | 拾芥抄訓點                 |
| 𪜈   | トモ   |          |                      | 朗詠要抄                   |
| 𪜈゙   | ドモ   | ﾞ        |                      | 三國通覽圖說               |
|      | トイフ | ｜       | 在大正時期尚未被使用 | 興福寺延年舞詩             |
|      | トテ   | ｜テ     | 同上                 |                            |
|      | ヨリ   | ﾖﾘ       |                      |                            |
|      | モノ   | 牜       | 「物」的省字         | 類聚名義抄字訓             |

## 平假名
平假名的縮寫假名由雜草的上部和下部組合組成，用於許多信件中。。甚至存在将「まゐらせさうらふ」（まいらせそうろう）以单个字符表示的例子。
| 文字 | 讀音             | 圖像    | 解說                             | 用例                        |
| ---- | ---------------- | ------- | -------------------------------- | --------------------------- |
| ゟ   | より             |         | 「より」的合略體                 |                             |
|      | こと             |         | 「こと」的合略體                 | 山口縣聚珍堂版 培養秘錄卷二 |
|      | には             | [𛂌/𛂞] | 「𛂌𛂞」的合略體                 | 山口縣聚珍堂版 培養秘錄卷二 |
|      | かしこ           |         |                                  |                             |
|      | さま             |         | 「さ𛃅」的合略體                 |                             |
|      | まゐらせ         |         | 奉的草書体與「𛂽」的合略體       |                             |
|      | さふらふ         |         | 「候」的略體                     |                             |
|      | まゐらせさうらふ | 、      | 「奉」的略體和「候」的略體的合字 |                             |
|      | られ             |         | 「被」的略體                     |                             |
| 𬼂   | なり             |         | 「也」的草書體                   |                             |

## 類似的文字
- 有文献将「シテ」的合略假名[6] 解释为「為」的略字[1][2]，亦以文字情報基盤[7]为根据，作为汉字被提案到了Unicode[8]。
- 虽然「なり」不是合略假名而是「也」的草书[9]，但也有文献将其分类为合略假名[3]。
- 虽然「〼」读作「ます」，但其原本是计量使用的枡记号，与合略假名不同。
- 存在将汉字部首与假名组合而成的略字，但是它们不同于合略假名。
  - 例如：「機」、「議」、「摩」以及「魔」　→参照「略字」。

## 脚注
1. 1 2 3 4 5 6 7 8 9 10 11 12 13  國語學大系 第七巻 文字(一) （页面存档备份，存于） P.302-303 福井久蔵 1939年
2. 1 2 3 4 5 6 7 8 9 10 11 12 13  仮字本末 （页面存档备份，存于） 伴信友 1850年
3. 1 2 3  国語漢文自習要覧 : 附・仮名遣詳解 手島継蔵 1916年
4. 1 2 3 4  ことばの泉 : 日本大辞典 (21版) （页面存档备份，存于） P.3 落合直文 1904年
5. 1 2 3 4 5 6  日本大文典. 第1編 （页面存档备份，存于） P.42-45 落合直文 1894年
6. ↑  伊木壽一『古文書学』新装版　慶應義塾大学出版会 1981年に、「トシテ 「片仮名の合字」」とある。
大石学『古文書解読辞典』改訂新版　東京堂出版 2000年に、「（と）シテ　合字」とある。

これらの類書のほか、古文書・古典文学等の翻刻本の凡例はほぼ片仮名の「合字」であると説明しており、この項目「合略仮名」の定義に合致する。
7. ↑  .   [2016-06-21]. （原始内容存档于2016-05-07）.
8. ↑   (pdf). 2015-12-14  [2016-06-29]. （原始内容存档 (PDF)于2016-03-27）. 2CF00  JMJ-056854
9. ↑  児玉幸多『くずし字解読辞典〔普及版〕』東京堂出版 1993年 ほか。
田島毓堂「法華経為字和訓考—資料編（三）—」名古屋大学文学部研究論集 1990年。

## 關連項目
- 合字

## 外部連結
- 『四書講義 上巻　大学 中庸 論語 大学講義』 - 実際の文章での使用例。
- 千都フォント｜連載#8「連綿体仮名活字」（页面存档备份，存于） - 江戸末期の合略仮名が活字化されたことについて詳細を説明。
- 変体仮名の金属活字 - 田中栞日記[] - 「より」と「かしこ」の金属活字の写真がある。